# The Tribe – Eine Welt ohne Erwachsene
The Tribe [ðə traɪb] (deutscher Titel The Tribe – Eine Welt ohne Erwachsene) ist eine neuseeländische Science-Fiction-Fernsehserie für Jugendliche. Die Serie wurde von Raymond Thompson geschrieben, umfasst fünf Staffeln mit insgesamt 260 Episoden und wurde erstmals 1999 in Großbritannien (FIVE) ausgestrahlt. Die deutsche Erstausstrahlung war am 23. April 2001 auf KiKa. Gedreht wurde die Serie in und um Wellington, Neuseeland.

Die Produktion einer 6. Staffel wurde abgelehnt, da laut Raymond Thompson und Nick Wilson (Leiter Channel 5) die Serie zwar sehr gut lief, aber die Darsteller zu alt würden und damit die Kernhandlung zu weit gedehnt werde. Es wurde ein Spin-off mit dem Titel The New Tomorrow gedreht, welches eine ähnliche Handlung ausweist, aber ein jüngeres Publikum im Alter von acht bis zwölf Jahren ansprechen sollte.

Ein ursprünglich für 2014 geplanter Film wurde aufgrund fehlender Sponsoren bisher nicht realisiert.

## Handlung
Die Serie handelt von einer Welt ohne Erwachsene. Nachdem Forscher versuchten, ein Anti-Aging-Mittel zu entwickeln, damit aber ein Virus schufen, welches die Menschen binnen Tagen altern und sterben lässt, sind auf der ganzen Welt nur noch Kinder und Teenager am Leben. Sie haben sich zu verschiedenen Stämmen (engl. tribes) zusammengeschlossen, um gemeinsam ihr Überleben sicherzustellen. Die Geschichte orientiert sich zwar an den Mall Rats, dem Stamm der Hauptpersonen, behandelt aber auch Ereignisse, die außerhalb des Stammes stattfinden. Einer der wichtigsten Charaktere ist Zoot als Anführer der Locos. Er spielt im Verlauf der gesamten Serie immer wieder eine tragende Rolle, obwohl er relativ früh stirbt. Hauptspielort ist eine Stadt. Dort haben die Mall Rats ihr Hauptquartier in einem Einkaufszentrum (engl. mall). Im Verlauf der Serie kommen jedoch weitere Spielorte im Umland der Stadt hinzu.
Alle Staffeln behandeln die zusammenhängende Geschichte der Mall Rats, welche von einzelnen Schwerpunkten geprägt ist jedoch auch viele Nebengeschichten abfasst. Thematisiert werden dabei vor allem zwischenmenschliche Beziehungen, gesellschaftliche und persönliche Probleme sowie Politik. Die Hauptgeschichte steht dabei immer mit verschiedenen Gegenspielern in den jeweiligen Staffeln im Zusammenhang. Diese sollen folgend erläutert werden.
1. Staffel
Die Locos mit ihrem Anführer Zoot, später Ebony, da Zoot stirbt, verbreiten in der ganzen Stadt Angst unter ihrem Motto „Power und Chaos“. Es geht vor allem um die Vorstellung der Charaktere sowie die Entstehung der Mall Rats und das Überleben in einer zerfallenen Welt ohne moderne Zivilisation. Ebenfalls sind die Überlebenden mit einem erneuten Ausbrechen des Virus konfrontiert.
2. und 3. Staffel
Ein Gegenmittel stoppt das Virus. Ein neuer Tribe (Die Chosen) tauchen auf. Sie verehren Zoot wie einen Gott und terrorisieren im Laufe der beiden Staffeln die gesamte Stadt, bis sie von den Rebellen und durch innere Unruhen besiegt werden.
4. und 5. Staffel
Die Technos, ein hoch entwickelter Tribe, besetzen die Stadt. Durch Wiederherstellen der Versorgung mit Wasser und Strom ziehen sie die Gunst der Bevölkerung auf sich und manipulieren sie mit einer virtuellen Welt.
5. Staffel
Die Zootisten sind ein von Ebony gegründeter Tribe, der genauso wie die Chosen Zoot anbetet und im Außenbereich der Stadt für Chaos und Anomie (umgangssprachlich: Anarchie) sorgt, bis Ebony merkt, dass Mega und Java (Technos) sie durch Manipulation dazu gebracht haben.

## Besetzung
Sortiert nach der Reihenfolge des Einstiegs.

### 1. Staffel
| Schauspieler         | Synchronsprecher                                         | Rolle               | Folgen                | Staffeln  | Bemerkungen (Stamm, Rolle, Ausstieg) |
| -------------------- | -------------------------------------------------------- | ------------------- | --------------------- | --------- | --- |
| Antonia Prebble      | Giuliana Jakobeit                                        | Trudy               | 1–260                 | 1–5       | Mall Rats, zwischenzeitlich Chosen, später Eco-Tribe (als Gast) Mutter von Brady; verehrte Mutter der Chosen; Ex-Freundin von Jay; One-Night-Stand von Zoot; floh beim Ausbruch des Virus 2.0 auf einem Boot aus der Stadt kürzere Pausen: Folgen 68–84 (Staffel 2), 121–132 (Staffel 3), 161–175 & 184–202 (Staffel 4) |
| Dwayne Cameron       | Robin Kahnmeyer                                          | Bray                | 1–158                 | 1–4       | Mall Rats Bruder von Zoot; Onkel von Brady; Vater von Bray jr.; Anführer der Mall Rats; Versorgungschef; Oberster Richter der Stadt; Ex-Freund von Ebony, Amber und Danni; wurde von den Technos entführt und angeblich gelöscht, traf später aber auf May und KC |
| Jaimee Kaire-Gataulu | Marie-Luise Schramm                                      | Cloe                | 1–116 153–191         | 1–3 3–4   | Mall Rats, zwischenzeitlich Chosen (als Spionin) Freundin von Ved; wurde in Folge 117 wegen Spionage von den Chosen zur Zwangsarbeit in die Minen geschickt; ließ sich später von den Technos für ein virtuelles Spiel scannen und verschwand durch Rams Eingreifen darin, sodass sie nicht wieder rematerialisiert werden konnte |
| Ashwath Sundarasen   | Nico Sablik                                              | Dal †               | 1–115                 | 1–3       | Mall Rats stellvertretender Leiter von Alices Farm; stürzte auf der Flucht vor einem Hinterhalt der Chosen in den Tod |
| Beth Allen           | Susanne Kaps                                             | Amber               | 1–53 109–260          | 1–2 3–5   | Mall Rats, zwischenzeitlich Eco-Tribe Mutter von Bray jr.; Anführerin der Mall Rats und als „Eagle“ der Gaians (Eco-Tribe); Organisationschefin; erzwungene Präsidentin von Megas Sicherheitszone (Republik); Freundin von Jay; Ex-Freundin von Sasha und Bray; floh beim Ausbruch des Virus 2.0 auf einem Boot aus der Stadt kürzere Pausen: Folgen 116–132 (Staffel 3), 161–176 & 184–202 (Staffel 4) |
| Daniel James         | Sebastian Schulz                                         | Zoot alias Martin † | 1–8                   | 1         | Locos Bruder von Bray; Vater von Brady; Anführer der Locos; Freund (und später als Hologramm Ehemann) von Ebony; One-Night-Stand von Trudy; stürzte während eines Kampfes gegen Lex über die Brüstung der Empore in der Mall Gastauftritte: Folge 66 (Staffel 2) in Trudys und Ebonys Erinnerungen, 78–80 (Staffel 2) in Ebonys Erinnerungen, 134–135 (Staffel 3) als Halluzination des Guardians, 208 (Staffel 4) sowie 209–229 & 257–260 (Staffel 5) als Computeranimation, Halluzination, Hologramm, in Trudys und Sammys Träumen, in Ebonys Erinnerung und in Gestalt einer künstlichen Intelligenz |
| Meryl Cassie         | Maria Koschny                                            | Ebony               | 1–260                 | 1–5       | Locos, Mall Rats, Zootists Schwester von Java und Siva; Anführerin der Locos und kurzzeitig der Mall Rats; durch Mega manipulierte Gründerin und Anführerin der Zootists; Sicherheitschefin der Mall Rats; Chefin der Stadtmiliz; Bodyguard von Luke; Anführerin der Stadt; Ex-Frau von Ram; Freundin von Slade; Ex-Freundin von Bray, Zoot (als Hologramm später ihr Ehemann) und Jay; floh beim Ausbruch des Virus 2.0 auf einem Boot aus der Stadt |
| Caleb Ross           | Marius Clarén                                            | Lex                 | 1–260                 | 1–5       | Mall Rats Anführer der damals noch namenlosen Mall Rats; Sicherheitschef; Aufseher auf dem Handelsmarkt; Stadtsheriff, zwischendurch Hilfssheriff; Betreiber eines virtuellen Kasinos; Witwer von Zandra; Ex-Mann von Tai-San; Ex-Freund von Siva; One-Night-Stand von May und Kandy; litt an Alkoholsucht; floh beim Ausbruch des Virus 2.0 auf einem Boot aus der Stadt |
| Amy Morrison         | Sonja Spuhl                                              | Zandra †            | 1–53                  | 1–2       | Mall Rats Ehefrau von Lex; starb bei der Explosion des Observatoriums auf dem Eagle Mountain |
| Ryan Runciman        | Tobias Müller                                            | Ryan                | 1–124                 | 1–3       | Mall Rats Ex-Mann von Salene; wurde wegen eines Angriffs auf den Guardian in die Minen geschickt, konnte aber entkommen |
| Sarah Major          | Nora Friedrich (Staffel 1–2) Millie Forsberg (Staffel 3) | Patsy †             | 1–122                 | 1–3       | Mall Rats, Chosen (als Überläuferin und Spionin) Schwester von Paul; wurde von den Chosen wegen Spionierens weggebracht und laut einiger Andeutungen exekutiert |
| Victoria Spence      | Julia Kaufmann (Staffel 1) Julia Ziffer (Staffel 2–5)    | Salene              | 1–260                 | 1–5       | Mall Rats, zwischendurch Chosen (als Überläuferin) Anführerin der Mall Rats und der Stadt; Hilfskraft auf der Krankenstation; Ex-Frau von Ryan; Freundin von Pride; litt an Bulimie und Alkoholsucht; floh beim Ausbruch des Virus 2.0 auf einem Boot aus der Stadt kürzere Pause: Folgen 148–157 (bis Ende Staffel 3) |
| Zachary Best         | Michael Verona                                           | Paul                | 1–16                  | 1         | Mall Rats Bruder von Patsy; verschwand plötzlich spurlos aus der Mall |
| Michael Wesley-Smith | Konrad Bösherz                                           | Jack                | 1–106 139–160 212–260 | 1–3 3–4 5 | Mall Rats Wissenschaftschef; Herausgeber des Nachrichtenblatts „Das Amulett“; Freund von Ellie; kam auf Anweisung der Chosen in ein Labor, um sein Wissen in ihren Dienst zu stellen; wurde später von den Technos bei einem Einbruchsversuch festgenommen und weggebracht; floh letztendlich beim Ausbruch des Virus 2.0 auf einem Boot aus der Stadt kürzere Pause: Folgen 144–153 (Staffel 3) |
| Michelle Ang         | Marie Bierstedt                                          | Tai-San             | 15–156                | 1–3       | Mall Rats, zwischenzeitlich Chosen (als Überläuferin), Technos (als Spionin) Herstellerin des Mittels gegen das Virus (bei bekannter Formel); Nachfolgerin als verehrte Mutter der Chosen; Ex-Frau von Lex; wurde in Folge 157 von den Technos entführt Gastauftritt: Folgen 207–208 (Staffel 4) als angeblich neuprogrammierte Techno, die in Folge 210 von Mega gelöscht wurde |
| Ari Boyland          | Hannes Maurer                                            | KC                  | 22–156                | 1–3       | Mall Rats betrügerischer Straßenhändler; erschwindeltes „Orakel“ des Guardians; wurde in Folge 157 von den Technos entführt Gastauftritt: Folgen 255–256 & 259 (Staffel 5) mit Alice und dem Guardian in einem Gefangenenlager auf einer Insel |
| David Taylor         | Kim Hasper                                               | Sasha               | 25–36                 | 1         | Mall Rats Ex-Freund von Amber; verließ die Mall, um seine Reise fortzusetzen |

### 2. Staffel
| Schauspieler       | Synchronsprecher                                 | Rolle                    | Folgen         | Staffeln | Bemerkungen (Stamm, Rolle, Ausstieg) |
| ------------------ | ------------------------------------------------ | ------------------------ | -------------- | -------- | --- |
| Damon Andrews      | Julien Haggége                                   | Der Guardian alias Jaffa | 53–156         | 2–3      | Locos, Chosen Anführer der Chosen; flüchtete nach seiner Verhaftung aus der Stadt, um die Chosen wiederzuvereinen kürzere Pause: Folgen 68–93 (Staffel 2); Gastauftritt: Folgen 256 & 259 (Staffel 5) gemeinsam mit Alice und KC in einem Gefangenenlager auf einer Insel |
| Ella Wilks         | Ilona Brokowski                                  | Danni †                  | 53–104         | 2        | Mall Rats Anführerin der Mall Rats; Richterin über die erlassenen Stadtgesetze (gemäß dem von ihr verfassten Entwurf); Freundin von Bray; wurde von den Chosen verschleppt und vermutlich exekutiert |
| Vanessa Stacey     | Maxi Deutsch                                     | Alice                    | 55–156         | 2–3      | Farm Girls, Mall Rats Schwester von Ellie; Leiterin der Farm; Bodyguard von Tai-San; stellvertretende Sicherheitschefin auf dem Handelsmarkt; Ex-Freundin von Ned; wurde in Folge 157 von den Technos entführt Gastauftritte: Folgen 32 (Staffel 1), 255–256 & 259 (Staffel 5) gemeinsam mit KC und dem Guardian in einem Gefangenenlager auf einer Insel |
| Jennyfer Jewell    | Esra Vural (Staffel 2) Samia Ouail (Staffel 3–5) | Ellie                    | 55–169 222–260 | 2–4 5    | Farm Girls, Mall Rats Schwester von Alice; Herausgeberin des Nachrichtenblatts „Das Amulett“; Freundin von Jack; Ex-Freundin von Luke; wurde nach zwei Mordanschlägen auf Ebony aus der Stadt gebracht; kehrte später mit Gedächtnisverlust zurück und floh beim Ausbruch des Virus 2.0 auf einem Boot aus der Stadt |
| Laura Belle Wilson | Ghadah Al-Akel                                   | May                      | 97–156 191–260 | 2–3 4–5  | Outcast, Mall Rats, zwischenzeitlich Chosen und Technos (jeweils als Überläuferin) Babysitterin von Brady; Hilfskraft auf der Krankenstation; erpresster Spitzel von Mega; Ex-Freundin von Pride; One-Night-Stand von Lex; war spielsüchtig nach „Reality Space“; wurde in Folge 157 von den Technos entführt und gescannt; tauchte in Veds Spiel (bzw. im Scanning Center) wieder auf und floh letztendlich beim Ausbruch des Virus 2.0 auf einem Boot aus der Stadt Gastauftritt: Folgen 75–76 (Staffel 2) |

### 3. Staffel
| Schauspieler    | Synchronsprecher   | Rolle   | Folgen  | Staffeln | Bemerkungen (Stamm, Rolle, Ausstieg) |
| --------------- | ------------------ | ------- | ------- | -------- | --- |
| Jacob Tomuri    | Matthias Hinze     | Luke    | 105–156 | 3        | Chosen, Mall Rats (als Gast) Lieutenant des Guardians; Schatzmeister der Stadt; Ex-Freund von Ellie; wurde vom Guardian für dessen Flucht aus der Stadt als Geisel genommen und anschließend freigelassen, wahrscheinlich aber anschließend wie Ersterer von den Technos entführt Jacob Tomuri spielte in den Folgen 41 & 47 (Staffel 1) bereits einen nicht näher benannten Loco. |
| Nick Miller     | Dennis Schmidt-Foß | Pride † | 105–215 | 3–5      | Eco-Tribe, Mall Rats (als Gast) Späher und Kundschafter der Gaians; stellvertretender Hilfssheriff der Stadt; Hilfskraft auf der Krankenstation; Freund von Salene; Ex-Freund von May; war spielsüchtig nach „Reality Space“; wurde von Salenes Entführer Wizard mit einem Zapper schwer verletzt und starb                                                                        |
| Amelia Reynolds | Adak Azdasht       | Tally   | 122–156 | 3        | Mall Rats (als Gast) Schwester von Ned; Zwillingsschwester von Andy; wurde in Folge 157 von den Technos entführt |
| James Ordish    | Wilhelm Garth      | Andy    | 122–156 | 3        | Mall Rats (als Gast) Bruder von Ned; Zwillingsbruder von Tally; wurde in Folge 157 von den Technos entführt |
| Bevin Linkhorn  | Gerald Schaale     | Ned †   | 122–151 | 3        | Mall Rats (als Gast) Bruder von Andy und Tally; Sklavenhändler; Entführer von Amber und Trudy; Freund von Alice; wurde vom Guardian überlistet und erschlagen |
| Miriama Smith   | Diana Borgwardt    | Moz     | 137–156 | 3        | Mosquitos Anführerin der Mosquitos; brach während der Landung der Technos in Folge 157 zur Flugbahn auf und wurde vermutlich entführt |

### 4. Staffel
| Schauspieler          | Synchronsprecher                                  | Rolle             | Folgen  | Staffeln | Bemerkungen (Stamm, Rolle, Ausstieg) |
| --------------------- | ------------------------------------------------- | ----------------- | ------- | -------- | --- |
| James Napier          | Fabian Heinrich                                   | Jay               | 157–260 | 4–5      | Technos, Mall Rats Bruder von Ved; General und Sicherheitschef der Technos; Hilfskraft auf der Krankenstation; Freund von Amber; Ex-Freund von Ebony und Trudy; floh beim Ausbruch des Virus 2.0 auf einem Boot aus der Stadt |
| Tom Hern              | Timmo Niesner                                     | Ram               | 157–260 | 4–5      | Technos Anführer der Technos; Spieleplaner und Moderator von „Reality Space“; Witwer von Java; Ex-Mann von Siva und Ebony; saß nach einem Sturz von einer Mauer lange Zeit im Rollstuhl und benötigte besondere hygienische Maßnahmen; floh beim Ausbruch des Virus 2.0 auf einem Boot aus der Stadt                                                                                        |
| Megan Alatini         | Antje von der Ahe                                 | Java †            | 157–246 | 4–5      | Technos, Zootists Schwester von Siva und Ebony; Commander und Chefin der Öffentlichkeitsarbeit bei den Technos; Bodyguard von Ebony; Moderatorin bei „Citynet“; Chefin von Megas Sicherheitszone; Ehefrau von Ram; wurde von Ebony wegen des unmittelbar zuvor abgefeuerten Schusses auf Siva gezappt                                                                                       |
| Monique Cassie        | Sabine Arnhold                                    | Siva †            | 157–246 | 4–5      | Technos, Mall Rats, zwischenzeitlich Zootists Schwester von Java und Ebony; Commander bei den Technos; Bodyguard von Ebony; Moderatorin bei „Citynet“; Kampfsporttrainerin und Gruppenführerin der Sicherheitstruppe der Mall Rats; Mitarbeiterin in Rubys Saloon; Ex-Frau von Ram; Freundin von Lex; versuchte Ebony vor einem Angriff Javas zu schützen und wurde an ihrer Stelle gezappt |
| Kelly Stevenson       | Anna Carlsson                                     | Dee               | 157–208 | 4        | Mosquitos, Mall Rats Wortführerin der Mosquitos; Hilfssheriff, später Stadtsheriff; Moderatorin bei „Citynet“; Hilfskraft auf der Krankenstation; Freundin von Patch; verließ nach dem Sieg über Ram heimlich mit Patch die Stadt |
| Dan Weekes-Hannah     | David Turba                                       | Ved               | 157–202 | 4        | Technos Bruder von Jay; technischer Leiter, später auch Commander bei den Technos; Spieleplaner von „Reality Space“; Freund von Cloe; wurde von Ram in dessen Programm „Reality Space Paradise“ festgehalten und später von Mega gelöscht |
| Jacinta Wawatai       | Linn Reusse                                       | Mouse             | 158–236 | 4–5      | Mall Rats, Eco-Tribe Schwester von Charlie; entschloss sich dazu, der Stadt den Rücken zu kehren, und ging zu den Ecos |
| Charlie Samau         | Patrick Baehr                                     | Charlie           | 158–169 | 4        | Mall Rats Bruder von Mouse; verschwand in Folge 170 spurlos |
| Lucas Hayward         | Sandro Blümel                                     | Samuel „Sammy“    | 175–260 | 4–5      | Mall Rats war spielsüchtig nach „Reality Space“ und „Reality Space Paradise“; floh beim Ausbruch des Virus 2.0 auf einem Boot aus der Stadt |
| Morgan Palmer Hubbard | Norman Matt                                       | Patch             | 184–208 | 4        | The Wrecking Crew, Mall Rats medizinischer Berater auf der Krankenstation; Freund von Dee; verließ nach dem Sieg über Ram heimlich mit Dee die Stadt |
| Calen Maiava-Paris    | Carsten Otto (Staffel 4) Marcel Collé (Staffel 5) | Mega alias Josh † | 197–260 | 4–5      | Technos Bruder von Slade; Commander, später Anführer der Technos; wurde im Kampf gegen die von Ram geschaffene künstliche Intelligenz Zoots im Cyber Space getötet |
| Sam Kelly             | Florian Knorn                                     | Hawk              | 202–236 | 4–5      | Eco-Tribe Anführer der Gaians kürzere Pause: Folgen 219–235 (Staffel 5) |

### 5. Staffel
| Schauspieler    | Synchronsprecher       | Rolle  | Folgen  | Staffeln | Bemerkungen (Stamm, Rolle, Ausstieg) |
| --------------- | ---------------------- | ------ | ------- | -------- | --- |
| Matt Robinson   | Gerrit Schmidt-Foß     | Slade  | 209–260 | 5        | Mall Rats (als Gast) Bruder von Mega; Sheriff der Kleinstadt Liberty; Freund von Ebony; One-Night-Stand von Ruby; floh beim Ausbruch des Virus 2.0 auf einem Boot aus der Stadt                           |
| Fleur Saville   | Tanja Geke             | Ruby   | 209–260 | 5        | Mall Rats (als Gast) Besitzerin eines Saloons in Liberty; One-Night-Stand von Slade; floh beim Ausbruch des Virus 2.0 auf einem Boot aus der Stadt                                                        |
| Vicky Rodewyk   | Kathrin Neusser        | Gel    | 212–260 | 5        | The Modes, Mall Rats floh beim Ausbruch des Virus 2.0 auf einem Boot aus der Stadt |
| Joseph Crawford | Tobias Müller          | Darryl | 218–260 | 5        | Mall Rats (als Gast) früher Mitarbeiter im Stadtkasino; von Mega und Java engagierter Zoot-Imitator; Mitarbeiter in Lex’ virtuellem Kasino; floh beim Ausbruch des Virus 2.0 auf einem Boot aus der Stadt |
| Beth Chote      | Christine Bartholomäus | Lottie | 241–260 | 5        | Mall Rats (als Gast) Diebin; Aushilfe in Rubys Saloon; floh beim Ausbruch des Virus 2.0 auf einem Boot aus der Stadt                                                                                      |

## Episodenübersicht

### Staffel 1
| Folge            | Folge         | Titel                                  | Erstausstrahlung   |
| (Staffelzählung) | (fortlaufend) | Titel                                  | Erstausstrahlung   |
| ---------------- | ------------- | -------------------------------------- | ------------------ |
| 1.01             | 1             | Die Zuflucht                           | 24. April 1999     |
| 1.02             | 2             | Freund oder Feind                      | 25. April 1999     |
| 1.03             | 3             | Die Abstimmung                         | 1. Mai 1999        |
| 1.04             | 4             | Die Geburt                             | 2. Mai 1999        |
| 1.05             | 5             | Wo ist Bray?                           | 8. Mai 1999        |
| 1.06             | 6             | Das Geheimnis                          | 9. Mai 1999        |
| 1.07             | 7             | Ist Bray ein Verräter?                 | 15. Mai 1999       |
| 1.08             | 8             | Der Unfall                             | 16. Mai 1999       |
| 1.09             | 9             | Ratten                                 | 22. Mai 1999       |
| 1.10             | 10            | Die Wahl                               | 23. Mai 1999       |
| 1.11             | 11            | Die Gerichtsverhandlung                | 29. Mai 1999       |
| 1.12             | 12            | Ambers Plan                            | 30. Mai 1999       |
| 1.13             | 13            | Ambers Vorschlag                       | 5. Juni 1999       |
| 1.14             | 14            | Cloe ist verschwunden                  | 6. Juni 1999       |
| 1.15             | 15            | Tai-San                                | 12. Juni 1999      |
| 1.16             | 16            | Hochzeitspläne                         | 13. Juni 1999      |
| 1.17             | 17            | Eine böse Überraschung                 | 19. Juni 1999      |
| 1.18             | 18            | Was passiert mit Ebony?                | 20. Juni 1999      |
| 1.19             | 19            | Ebony ist verschwunden                 | 26. Juni 1999      |
| 1.20             | 20            | Trudy gibt auf                         | 27. Juni 1999      |
| 1.21             | 21            | Angst um Trudy                         | 3. Juli 1999       |
| 1.22             | 22            | Dal und Trudy                          | 4. Juli 1999       |
| 1.23             | 23            | Ein neuer Anfang                       | 10. Juli 1999      |
| 1.24             | 24            | Falsches Spiel                         | 11. Juli 1999      |
| 1.25             | 25            | Die Rückkehr                           | 17. Juli 1999      |
| 1.26             | 26            | In der Falle                           | 18. Juli 1999      |
| 1.27             | 27            | Gefährliches Vertrauen                 | 24. Juli 1999      |
| 1.28             | 28            | Tauschgeschäfte                        | 25. Juli 1999      |
| 1.29             | 29            | Das Stammestreffen                     | 31. Juli 1999      |
| 1.30             | 30            | Der Rattenfänger                       | 1. August 1999     |
| 1.31             | 31            | Salene in Nöten                        | 7. August 1999     |
| 1.32             | 32            | Ausflug zum Bauernhof                  | 8. August 1999     |
| 1.33             | 33            | Hochzeitsvorbereitungen                | 14. August 1999    |
| 1.34             | 34            | Gebrochene Knochen – gebrochene Herzen | 15. August 1999    |
| 1.35             | 35            | Die Falle                              | 21. August 1999    |
| 1.36             | 36            | Salenes Geständnis                     | 22. August 1999    |
| 1.37             | 37            | Der Rückfall                           | 28. August 1999    |
| 1.38             | 38            | Gemeine Tricks                         | 29. August 1999    |
| 1.39             | 39            | Falsche Anschuldigung                  | 4. September 1999  |
| 1.40             | 40            | Eine schwere Entscheidung              | 5. September 1999  |
| 1.41             | 41            | Suche nach der Wahrheit                | 11. September 1999 |
| 1.42             | 42            | Hope Island – Insel der Hoffnung       | 12. September 1999 |
| 1.43             | 43            | Versuchskaninchen                      | 18. September 1999 |
| 1.44             | 44            | Roulette                               | 19. September 1999 |
| 1.45             | 45            | Gefahr in Verzug                       | 25. September 1999 |
| 1.46             | 46            | Spiel mit dem Feuer                    | 26. September 1999 |
| 1.47             | 47            | Ebonys großer Auftritt                 | 2. Oktober 1999    |
| 1.48             | 48            | Ein Funken Hoffnung                    | 3. Oktober 1999    |
| 1.49             | 49            | Täuschungen – Enttäuschungen           | 9. Oktober 1999    |
| 1.50             | 50            | Die Entdeckungen                       | 10. Oktober 1999   |
| 1.51             | 51            | Der Aufbruch                           | 17. Oktober 1999   |
| 1.52             | 52            | Eine ungewisse Zukunft                 | 23. Oktober 1999   |

### Staffel 2
| Folge            | Folge         | Titel                      | Erstausstrahlung  |
| (Staffelzählung) | (fortlaufend) | Titel                      | Erstausstrahlung  |
| ---------------- | ------------- | -------------------------- | ----------------- |
| 2.01             | 53            | Die Explosion              | 14. November 1999 |
| 2.02             | 54            | Auf der Suche              | 14. November 1999 |
| 2.03             | 55            | Das Gegenmittel            | 21. November 1999 |
| 2.04             | 56            | Ein kluger Junge?          | 21. November 1999 |
| 2.05             | 57            | Schutz für Tai-San         | 28. November 1999 |
| 2.06             | 58            | Neue Tribe-Mitglieder      | 28. November 1999 |
| 2.07             | 59            | Die unheimlich Maskierten  | 5. Dezember 1999  |
| 2.08             | 60            | Drohendes Unheil           | 5. Dezember 1999  |
| 2.09             | 61            | Angst um Brady             | 12. Dezember 1999 |
| 2.10             | 62            | Schwere Zeiten             | 12. Dezember 1999 |
| 2.11             | 63            | Der Gesetzentwurf          | 19. Dezember 1999 |
| 2.12             | 64            | Angriff auf Dal            | 19. Dezember 1999 |
| 2.13             | 65            | Die verehrte Mutter        | 26. Dezember 1999 |
| 2.14             | 66            | Reise in die Vergangenheit | 26. Dezember 1999 |
| 2.15             | 67            | Trudys Sklavin             | 2. Januar 2000    |
| 2.16             | 68            | Die Erpressung             | 2. Januar 2000    |
| 2.17             | 69            | Ein schlechtes Geschäft    | 9. Januar 2000    |
| 2.18             | 70            | Die Machtübernahme         | 9. Januar 2000    |
| 2.19             | 71            | Die Tyrannin               | 16. Januar 2000   |
| 2.20             | 72            | Ein falscher Verdacht      | 16. Januar 2000   |
| 2.21             | 73            | Dannis Prozess             | 23. Januar 2000   |
| 2.22             | 74            | Spike muss gehen           | 23. Januar 2000   |
| 2.23             | 75            | Tauschgeschäfte            | 29. Januar 2000   |
| 2.24             | 76            | Ebony wittert ihre Chance  | 29. Januar 2000   |
| 2.25             | 77            | Das Amulett                | 5. Februar 2000   |
| 2.26             | 78            | Verborgene Talente         | 5. Februar 2000   |
| 2.27             | 79            | Albträume                  | 12. Februar 2000  |
| 2.28             | 80            | Eine Rebellion             | 12. Februar 2000  |
| 2.29             | 81            | Ein unerwartetes Angebot   | 19. Februar 2000  |
| 2.30             | 82            | Eifersucht                 | 19. Februar 2000  |
| 2.31             | 83            | Die Party                  | 26. Februar 2000  |
| 2.32             | 84            | Verwirrte Gefühle          | 26. Februar 2000  |
| 2.33             | 85            | Trudys Rückkehr            | 4. März 2000      |
| 2.34             | 86            | Geständnisse               | 4. März 2000      |
| 2.35             | 87            | Das Geheimnis um Trudy     | 11. März 2000     |
| 2.36             | 88            | Sicherheitsfragen          | 11. März 2000     |
| 2.37             | 89            | Ryans Abschied             | 18. März 2000     |
| 2.38             | 90            | Das Rendezvous             | 18. März 2000     |
| 2.39             | 91            | Wer ist Wolf?              | 25. März 2000     |
| 2.40             | 92            | Trudys Festmahl            | 25. März 2000     |
| 2.41             | 93            | Intrigen                   | 1. April 2000     |
| 2.42             | 94            | Ryan sieht rot!            | 1. April 2000     |
| 2.43             | 95            | Trudys wahres Gesicht      | 8. April 2000     |
| 2.44             | 96            | Die Wanze                  | 8. April 2000     |
| 2.45             | 97            | Alice flüchtet             | 15. April 2000    |
| 2.46             | 98            | Salenes Geheimnis          | 15. April 2000    |
| 2.47             | 99            | Lex’ Antrag                | 22. April 2000    |
| 2.48             | 100           | Das Ding mit dem Ring      | 22. April 2000    |
| 2.49             | 101           | Die Doppelhochzeit         | 29. April 2000    |
| 2.50             | 102           | Die Verschwörung           | 29. April 2000    |
| 2.51             | 103           | Das Ultimatum              | 6. Mai 2000       |
| 2.52             | 104           | Der letzte Kampf           | 6. Mai 2000       |

### Staffel 3
| Folge            | Folge         | Titel                        | Erstausstrahlung  |
| (Staffelzählung) | (fortlaufend) | Titel                        | Erstausstrahlung  |
| ---------------- | ------------- | ---------------------------- | ----------------- |
| 3.01             | 105           | Hunger nach Freiheit         | 18. November 2000 |
| 3.02             | 106           | Die gescheiterte Flucht      | 18. November 2000 |
| 3.03             | 107           | Hunger                       | 25. November 2000 |
| 3.04             | 108           | Trudys Prüfung               | 25. November 2000 |
| 3.05             | 109           | Dals Traum                   | 2. Dezember 2000  |
| 3.06             | 110           | Amber lebt!                  | 2. Dezember 2000  |
| 3.07             | 111           | Erinnerungen                 | 9. Dezember 2000  |
| 3.08             | 112           | Abschiede                    | 9. Dezember 2000  |
| 3.09             | 113           | Überläufer                   | 16. Dezember 2000 |
| 3.10             | 114           | Misslungener Rettungsversuch | 16. Dezember 2000 |
| 3.11             | 115           | Mays tückischer Plan         | 23. Dezember 2000 |
| 3.12             | 116           | Das Begräbnis                | 23. Dezember 2000 |
| 3.13             | 117           | Der fünfte Kreis             | 30. Dezember 2000 |
| 3.14             | 118           | Flugblätter                  | 30. Dezember 2000 |
| 3.15             | 119           | Trudys Urteil                | 6. Januar 2001    |
| 3.16             | 120           | KCs große Stunde             | 6. Januar 2001    |
| 3.17             | 121           | Das Orakel                   | 13. Januar 2001   |
| 3.18             | 122           | Neue Befehle                 | 13. Januar 2001   |
| 3.19             | 123           | Der neue Vater               | 20. Januar 2001   |
| 3.20             | 124           | Ryan dreht durch             | 20. Januar 2001   |
| 3.21             | 125           | Die Spionin                  | 27. Januar 2001   |
| 3.22             | 126           | Explosiv!                    | 27. Januar 2001   |
| 3.23             | 127           | Theaterluft                  | 3. Februar 2001   |
| 3.24             | 128           | Die Generalprobe             | 3. Februar 2001   |
| 3.25             | 129           | Salenes Tränen               | 10. Februar 2001  |
| 3.26             | 130           | Lukes Zweifel                | 10. Februar 2001  |
| 3.27             | 131           | Tai-Sans Krönung             | 17. Februar 2001  |
| 3.28             | 132           | Die Entführung               | 17. Februar 2001  |
| 3.29             | 133           | Ambers Geständnis            | 24. Februar 2001  |
| 3.30             | 134           | Nur knapp entkommen          | 24. Februar 2001  |
| 3.31             | 135           | Das Chaos                    | 3. März 2001      |
| 3.32             | 136           | Countdown in der Mall        | 3. März 2001      |
| 3.33             | 137           | Die Rettung                  | 10. März 2001     |
| 3.34             | 138           | Geteert und gefedert         | 10. März 2001     |
| 3.35             | 139           | Lukes gerechte Strafe        | 17. März 2001     |
| 3.36             | 140           | Das Fest                     | 17. März 2001     |
| 3.37             | 141           | Die Suche                    | 24. März 2001     |
| 3.38             | 142           | Insektenspray                | 24. März 2001     |
| 3.39             | 143           | Keine Tricks                 | 31. März 2001     |
| 3.40             | 144           | Jacks Abschied               | 31. März 2001     |
| 3.41             | 145           | Ist Bray am Ende?            | 7. April 2001     |
| 3.42             | 146           | Bray gibt auf                | 7. April 2001     |
| 3.43             | 147           | Apollo                       | 14. April 2001    |
| 3.44             | 148           | Schatzmeister Luke           | 14. April 2001    |
| 3.45             | 149           | Die Titelgeschichte          | 21. April 2001    |
| 3.46             | 150           | Die Wahlkampagne             | 21. April 2001    |
| 3.47             | 151           | Ebony springt ein            | 28. April 2001    |
| 3.48             | 152           | Wahltag                      | 28. April 2001    |
| 3.49             | 153           | Cloe kehrt zurück            | 4. Mai 2001       |
| 3.50             | 154           | Alice schwört Rache          | 4. Mai 2001       |
| 3.51             | 155           | Luke gibt auf                | 11. Mai 2001      |
| 3.52             | 156           | Die Verbannung               | 11. Mai 2001      |

### Staffel 4
| Folge            | Folge         | Titel                    | Erstausstrahlung |
| (Staffelzählung) | (fortlaufend) | Titel                    | Erstausstrahlung |
| ---------------- | ------------- | ------------------------ | ---------------- |
| 4.01             | 157           | Bedrohung vom Himmel     | 5. Januar 2002   |
| 4.02             | 158           | Ambers Baby              | 6. Januar 2002   |
| 4.03             | 159           | Abwarten                 | 12. Januar 2002  |
| 4.04             | 160           | Veds Kommunikator        | 13. Januar 2002  |
| 4.05             | 161           | Salenes Plan             | 19. Januar 2002  |
| 4.06             | 162           | Familienbande            | 20. Januar 2002  |
| 4.07             | 163           | Geschwisterliebe         | 26. Januar 2002  |
| 4.08             | 164           | Ebonys Rettung           | 27. Januar 2002  |
| 4.09             | 165           | Rachepläne               | 2. Februar 2002  |
| 4.10             | 166           | Neue Nachbarn            | 3. Februar 2002  |
| 4.11             | 167           | Lex ermittelt            | 9. Februar 2002  |
| 4.12             | 168           | Der Lügendetektor        | 10. Februar 2002 |
| 4.13             | 169           | Abschied von Ellie       | 16. Februar 2002 |
| 4.14             | 170           | Jay läuft auf            | 17. Februar 2002 |
| 4.15             | 171           | Proteine für alle        | 23. Februar 2002 |
| 4.16             | 172           | Der faule Zahn           | 24. Februar 2002 |
| 4.17             | 173           | Die Blutvergiftung       | 2. März 2002     |
| 4.18             | 174           | Sabotage                 | 3. März 2002     |
| 4.19             | 175           | Verdacht gegen Siva      | 9. März 2002     |
| 4.20             | 176           | Siva in Angst            | 10. März 2002    |
| 4.21             | 177           | Sorgen um Amber          | 16. März 2002    |
| 4.22             | 178           | Javas Rache              | 17. März 2002    |
| 4.23             | 179           | Lex in der Falle         | 23. März 2002    |
| 4.24             | 180           | Der Schnupfentrick       | 24. März 2002    |
| 4.25             | 181           | Citynet                  | 30. März 2002    |
| 4.26             | 182           | Gladiator Lex            | 31. März 2002    |
| 4.27             | 183           | Lex, der Held            | 6. April 2002    |
| 4.28             | 184           | Täuschend echt           | 6. April 2002    |
| 4.29             | 185           | Cloes Tricks             | 13. April 2002   |
| 4.30             | 186           | Die Gunst der Stunde     | 13. April 2002   |
| 4.31             | 187           | Ram rächt sich           | 20. April 2002   |
| 4.32             | 188           | Wahlentscheidungen       | 20. April 2002   |
| 4.33             | 189           | Die Techno-Hochzeit      | 27. April 2002   |
| 4.34             | 190           | Sivas neues Leben        | 27. April 2002   |
| 4.35             | 191           | Das Spiel                | 4. Mai 2002      |
| 4.36             | 192           | Wo ist Cloe?             | 4. Mai 2002      |
| 4.37             | 193           | Ved gegen Ram            | 11. Mai 2002     |
| 4.38             | 194           | Neue Regeln              | 11. Mai 2002     |
| 4.39             | 195           | Jays Abschied            | 18. Mai 2002     |
| 4.40             | 196           | Jay und Ebony            | 18. Mai 2002     |
| 4.41             | 197           | Blau gegen Rot           | 25. Mai 2002     |
| 4.42             | 198           | Prides falsches Spiel    | 25. Mai 2002     |
| 4.43             | 199           | Diebe in der Mall        | 1. Juni 2002     |
| 4.44             | 200           | Rams Plan                | 1. Juni 2002     |
| 4.45             | 201           | Ausgangssperre           | 8. Juni 2002     |
| 4.46             | 202           | Spürhunde                | 8. Juni 2002     |
| 4.47             | 203           | Harte Zeiten             | 15. Juni 2002    |
| 4.48             | 204           | Überraschende Begleitung | 15. Juni 2002    |
| 4.49             | 205           | Träume auf DVD           | 22. Juni 2002    |
| 4.50             | 206           | Der Liebesbrief          | 22. Juni 2002    |
| 4.51             | 207           | Träume zu verkaufen      | 6. Juli 2002     |
| 4.52             | 208           | Das wahre Leben          | 6. Juli 2002     |

### Staffel 5
| Folge            | Folge         | Titel                  | Erstausstrahlung  |
| (Staffelzählung) | (fortlaufend) | Titel                  | Erstausstrahlung  |
| ---------------- | ------------- | ---------------------- | ----------------- |
| 5.01             | 209           | Wo ist Tai-San?        | 15. März 2003     |
| 5.02             | 210           | Die Suche geht weiter  | 15. März 2003     |
| 5.03             | 211           | Die Wahrheit           | 22. März 2003     |
| 5.04             | 212           | Sammys Paradies        | 22. März 2003     |
| 5.05             | 213           | Abschied von Bray      | 29. März 2003     |
| 5.06             | 214           | Strom                  | 29. März 2003     |
| 5.07             | 215           | Mays falsches Spiel    | 5. April 2003     |
| 5.08             | 216           | Amber auf Citynet      | 5. April 2003     |
| 5.09             | 217           | May wird erpresst      | 12. April 2003    |
| 5.10             | 218           | Trudy in Angst         | 12. April 2003    |
| 5.11             | 219           | Zoot in Aktion         | 19. April 2003    |
| 5.12             | 220           | Das Beweisfoto         | 19. April 2003    |
| 5.13             | 221           | Auf Knopfdruck         | 26. April 2003    |
| 5.14             | 222           | Trudy in Panik         | 26. April 2003    |
| 5.15             | 223           | Gefangen in Liberty    | 3. Mai 2003       |
| 5.16             | 224           | Amber außer sich       | 3. Mai 2003       |
| 5.17             | 225           | Ellie kehrt heim       | 10. Mai 2003      |
| 5.18             | 226           | Zoot! Zoot! Zoot!      | 10. Mai 2003      |
| 5.19             | 227           | Traum und Wirklichkeit | 17. Mai 2003      |
| 5.20             | 228           | Was plant Slade?       | 17. Mai 2003      |
| 5.21             | 229           | Der Strich-Code        | 24. Mai 2003      |
| 5.22             | 230           | Amber gibt nach        | 24. Mai 2003      |
| 5.23             | 231           | Gehversuche            | 31. Mai 2003      |
| 5.24             | 232           | Zeit der Weihe         | 31. Mai 2003      |
| 5.25             | 233           | Partner                | 7. Juni 2003      |
| 5.26             | 234           | Der Kuss               | 7. Juni 2003      |
| 5.27             | 235           | Java in der Falle      | 14. Juni 2003     |
| 5.28             | 236           | Die Zeremonie          | 14. Juni 2003     |
| 5.29             | 237           | Megas neuer Plan       | 21. Juni 2003     |
| 5.30             | 238           | Die Wanzenjagd         | 21. Juni 2003     |
| 5.31             | 239           | Ungeziefer             | 28. Juni 2003     |
| 5.32             | 240           | Ebonys Retter          | 28. Juni 2003     |
| 5.33             | 241           | Die Suche geht weiter  | 5. Juli 2003      |
| 5.34             | 242           | Schwestern             | 5. Juli 2003      |
| 5.35             | 243           | Jay in Liberty         | 12. Juli 2003     |
| 5.36             | 244           | Jacks Job              | 12. Juli 2003     |
| 5.37             | 245           | Das Wiedersehen        | 19. Juli 2003     |
| 5.38             | 246           | Java in Liberty        | 19. Juli 2003     |
| 5.39             | 247           | Trauer                 | 26. Juli 2003     |
| 5.40             | 248           | Das Rebellenfrühstück  | 26. Juli 2003     |
| 5.41             | 249           | Die Piratensendung     | 2. August 2003    |
| 5.42             | 250           | Trudys Flucht          | 2. August 2003    |
| 5.43             | 251           | Jack in Gefahr         | 9. August 2003    |
| 5.44             | 252           | Lex, der Held          | 9. August 2003    |
| 5.45             | 253           | Ellie vermittelt       | 16. August 2003   |
| 5.46             | 254           | Die Strafe             | 16. August 2003   |
| 5.47             | 255           | Ram, der Retter?       | 23. August 2003   |
| 5.48             | 256           | Wer bin ich?           | 23. August 2003   |
| 5.49             | 257           | Erinnerungen an früher | 30. August 2003   |
| 5.50             | 258           | Bruderliebe            | 30. August 2003   |
| 5.51             | 259           | Das Labor              | 6. September 2003 |
| 5.52             | 260           | Der Zweikampf          | 6. September 2003 |

## Produktion

### Entwicklung
Die Diskussionen, die zur Entstehung der Serie führten, begannen, als Raymond Thompson, Mitbegründer der unabhängigen Produktionsfirma Cloud 9 Screen Entertainment Group, bekannt als Drehbuchautor der Soap Howards’ Way, von Nick Wilson von Channel 5 angesprochen wurde, er solle „eine Soap für das neue Jahrtausend entwickeln, die auf den Kinder- und Jugendmarkt abzielt“. Thompson erinnerte sich an eine Idee, die er bereits in den 1980er Jahren hatte: eine Welt ohne Erwachsene, die von Stämmen von Kindern und Teenagern regiert wird. Thompson hatte bereits mehrmals mit dem Autor Harry Duffin zusammengearbeitet und kontaktierte ihn im November 1997, um mit ihm an der Weiterentwicklung des Konzepts für Cloud 9 zu arbeiten. Sie beauftragten und rekrutierten ein Team von zehn Autoren, um die Handlungsstränge zu adaptieren. Im Juli 1998 waren die ersten vier Drehbücher von „The Tribe“ fertig.
Die Vorproduktion für die erste Staffel begann im Juni 1998 und die Dreharbeiten begannen im August 1998. Die Hauptaufnahmen wurden im März 1999 abgeschlossen und die erste Folge lief am 24. April 1999 auf Channel 5. Im Juni 2001 war sie das „führende Kinderprogramm“ des Senders.
Die offizielle Website der Serie spielte bei der weiteren Entwicklung von „The Tribe“ eine wichtige Rolle. Die Zuschauer nutzten die Website, um in einem Forum über die Serie zu diskutieren. Thompson gab bekannt, dass er die Reaktionen der Zuschauer für die Publikumsforschung nutzte, was ihm bei der Entwicklung weiterer Geschichten inspirierte.

### Dreharbeiten
Die Besetzung und das Produktionsteam bestanden bei jeder Staffel von „The Tribe“ aus ca. 400 bis 500 Personen. Die Dreharbeiten zu jeder Staffel dauerten etwa vier bis sechs Monate, hauptsächlich in zwei Studios im Produktionszentrum von Cloud 9 in Wellington, Neuseeland. Das permanente Set der „Phoenix Shopping Mall“ befand sich in Studio A. Der Aufbau dieses großen Sets dauerte fünf Wochen und galt als das größte Set, welches zu dieser Zeit für eine Produktion in Neuseeland gebaut wurde. Alle Geschäfte in der Mall wurden nahezu realistisch aufgebaut und auf eine lange Lebensdauer ausgelegt.
Studio B beherbergte die Abwasserkanäle, die die Mall Rats nutzen, um heimlich aus der Mall zu entkommen, sowie provisorische Gebäude, die für Szenen außerhalb der Mall errichtet wurden. Zwischen den Dreharbeiten zur zweiten und dritten Staffel von „The Tribe“ wurde das Mall-Set für eine weitere Cloud 9-Produktion, Atlantis High, neu gestrichen und neu eingerichtet.
Szenen von „The Tribe“ wurden auch an Originalschauplätzen in und um Wellington gedreht. So wurde beispielsweise der Parkplatz der Cloud 9 Studios als Außenfassade des Einkaufszentrums verwendet und Alices und Ellies Bauernhaus wurde in der ländlichen Gegend von Whitemans Valley in Upper Hutt aufgebaut. An manchen Wochenenden sperrte die Crew zeitweise die Straßen Wellingtons, um Szenen zu drehen, die in den verlassenen Straßen der Stadt spielten.

### Besetzung
Die meisten Darsteller hatten bereits vor dem Casting im Jahr 1998 schon Agenten, da sie bereits an Produktionen mitgearbeitet hatten, die in Neuseeland gedreht wurden, wie zum Beispiel Xena: Warrior Princess, Hercules: The Legendary Journeys oder Mirror, Mirror II.
Viele der Schauspieler hatten schon mit Thompson an anderen Cloud 9-Produktionen gearbeitet, bevor sie für The Tribe vorsprachen. Jennyfer Jewell (Ellie) und Ryan Runciman (Ryan) hatten 1996 an The Enid Blyton Adventure Series gearbeitet und Jewell hatte 1997 neben Daniel James (Zoot) ebenfalls in The Enid Blyton Secret Series mitgespielt. Beth Allen (Amber) und Michael Wesley-Smith (Jack) waren 1998 für Rollen in The Legend of William Tell besetzt worden. Viele Darsteller der ersten Staffel hatten 1999 in William Shatners A Twist in the Tale mitgespielt.
Die meisten Schauspieler der ersten Staffel waren noch Schüler und erhielten zwischen den Szenen im Produktionszentrum von Cloud 9 Unterricht. Die minderjährigen Darsteller wohnten für die Dauer der Dreharbeiten im „Cast House“ und wurden von Aufsichtspersonen am Set begleitet.

### Absetzung
Die Vorproduktion der sechsten Staffel begann im September 2003. Auch ein Drehbuch für einen „Tribe“-Film wurde geschrieben. Die Skripts für die ersten beiden Folgen der sechsten Staffel waren auf der DVD-Box der fünften Staffel (erschienen 2006) enthalten und erzählen die Geschichte der Mall Rats, wie sie auf einer unbekannten Insel ankommen.
Nick Wilson und Thompson kamen jedoch zu dem Schluss, dass die Show zwar „immer noch gut lief, sie jedoch der Meinung waren, dass die Besetzung zu alt geworden und dass das Kernangebot zu sehr ausgereizt worden sei“. Einige der Darsteller und Mitglieder des Produktionsteams arbeiteten anschließend an anderen Produktionen.

## Veröffentlichungen und Merchandising
Die 1. und 2. Staffel sind auf DVD mit deutscher, französischer und englischer Tonspur erhältlich. Die DVDs der 3., 4. und 5. Staffel können per UK-Import erworben werden, jedoch nur in englischer Sprache. Auf Blu-ray Disc sind alle fünf Staffeln auf Deutsch verfügbar.
Des Weiteren wurden die fünf Staffeln in Buchform veröffentlicht. Diese umfassen acht Bände. Ferner gibt es jeweils ein Buch über die Vorgeschichte der Charaktere „Bray & Martin“, „Lex & Ryan“ und „Amber & Dal“. Zusätzlich gibt es noch fünf weitere Bücher: „Salene im Strudel der Leidenschaft“, „Amber: Herz und Aufruhr“ und „Ebony – zwischen Macht und Liebe“, „Ellie und Jack“, „Lex, Herz in Flammen“. Diese Bücher wurden lediglich in der deutschen Sprache veröffentlicht.
Außerdem wurde von 2003 bis 2004 ein The Tribe Fan-Magazin veröffentlicht und ein Kalender für 2005.
Im Jahr 2005 erschien das Buch The Tribe – Das offizielle Fanbuch: Alle Charaktere, alle Highlights, alle Stars. im Heel Verlag; geschrieben von Thomas Höhl.
Am 11. Juni 2001 wurde in Deutschland das Musikalbum zur Serie Abe Messiah herausgebracht. Es enthält den Titelsong The dream must stay alive, sowie verschiedene Songs, die von den Schauspielern eingesungen wurden. Am 22. September 2003 erschien eine neue Auflage des Albums. Es enthält dieselben Songs wie das vorherige Album, zusätzlich jedoch drei Musikvideos und vier weitere Lieder.
Aus dem ersten Album ging die Single You belong to me (Veröffentlichung am 14. Mai 2001) hervor, die zwei weitere Bonustracks enthält.
Der Titelsong The Dream must stay alive wurde ab der 2. Staffel von der Hauptdarstellerin Meryl Cassie (Ebony) gesungen. 2003 wurde der das Album The Spirit symphony veröffentlicht und konnte nur über den offiziellen The Tribe Fan-Shop erworben werden. Es enthält instrumentale Stücke, die als Hintergrundmusik in der Serie verwendet wurden.
Am 12. Mai 2011 erschien das Album The Tribe Soundtrack, Vol. 1 und am 25. Oktober 2011 The Tribe Soundtrack, Vol. 2.
Des Weiteren wurden die ersten acht Folgen als Hörspiel veröffentlicht.
Am 1. Dezember 2011 erschien das Buch The Tribe: A new World von A. J. Penn, welches am 13. Dezember 2013 auch auf Deutsch unter dem Titel The Tribe: Eine Neue Welt erschien. Das Buch behandelt die Geschehnisse nach der fünften Staffel.
Im November 2012 erschien das Buch The Tribe: The Birth of the Mallrats geschrieben von Harry Duffin. Es ist der Auftakt zu einer neuen Reihe von Büchern, die die Staffeln aufarbeiten werden.
Seit Dezember 2017 wird die Serie neben englischer auch in deutscher und französischer Sprache in HD auf der Video-Plattform Vimeo von Cloud 9 digital zum Kauf angeboten.
Alle 5 Staffeln wurden 2020 bei Amazon Prime in deutscher Tonspur veröffentlicht.
Für das Jahr 2022 kündigte der PIDAX Film- und Hörspielverlag die Veröffentlichung der kompletten Serie auf Blu-ray Disc an. Staffel 1 erschien am 4. Februar 2022, Staffel 2 wurde am 1. April 2022 veröffentlicht. Staffel 3 wurde am 1. Juli 2022 veröffentlicht. Die Staffel 4 und 5 wurden im August und Oktober 2022 veröffentlicht.

### Medien

#### Buch-Veröffentlichungen
Deutsche Ausgaben
- Ralph Sander: Schöne neue Welt. Band 1. Panini-Verlag, Stuttgart 2002, ISBN 3-89748-597-4.
- Ralph Sander: Zwischen Hoffen und Bangen. Band 2. Panini-Verlag, Stuttgart 2002, ISBN 3-89748-598-2.
- Linda Jensen: Das Zeitalter der Auserwählten. Band 3. Panini-Verlag, Stuttgart 2002, ISBN 3-89748-667-9.
- Linda Jensen: Der Weg in die Freiheit? Band 4. Panini-Verlag, Stuttgart 2002, ISBN 3-89748-668-7.
- Linda Jensen: Die Ankunft der Technos. Band 5. Panini-Verlag, Stuttgart 2003, ISBN 3-89748-728-4.
- Linda Jensen: Verloren im Paradies. Band 6. Panini-Verlag, Stuttgart 2003, ISBN 3-89748-729-2.
- Linda Jensen: Zoots Erbe. Band 7. Panini-Verlag, Stuttgart 2003, ISBN 3-89748-730-6.
- Linda Jensen: Teuflische Rache. Band 8. Panini-Verlag, Stuttgart 2003, ISBN 3-89748-731-4.
- Linda Jensen: Salene: im Strudel der Leidenschaft. Band 9. Panini-Verlag, Stuttgart 2004, ISBN 3-8332-1046-X.
- Linda Jensen: Amber: Herz in Aufruhr. Band 10. Panini-Verlag, Stuttgart 2004, ISBN 3-8332-1047-8.
- Linda Jensen: Ebony: zwischen Macht und Liebe. Band 11. Panini-Verlag, Stuttgart 2004, ISBN 3-8332-1048-6.
- Linda Jensen: Ellie: Verwirrung der Gefühle. Band 12. Panini-Verlag, Stuttgart 2005, ISBN 3-8332-1195-4.
- Linda Jensen: Lex: Herz in Flammen. Band 13. Panini-Verlag, Stuttgart 2005, ISBN 3-8332-1196-2.
- A J Penn: The Tribe: Eine neue Welt. Cumulus Publishing, 2013, ISBN 978-0-473-27222-7.

Vorgeschichten – „Unser Leben vor dem Virus“
- Linda Jensen: Bray und Martin. Panini-Verlag, Stuttgart 2002, ISBN 3-89748-688-1.
- Linda Jensen: Lex und Ryan. Panini-Verlag, Stuttgart 2003, ISBN 3-89748-727-6.
- Linda Jensen: Amber und Dal. Panini-Verlag, Stuttgart 2003, ISBN 3-89748-813-2.

Englische Ausgaben
- Paula Boock: Power and Chaos. Random House, 2000, ISBN 1-86941-435-7.
- Ken Catran: Mall Rats. Random House, 2001, ISBN 1-86941-471-3.
- A. J. Penn: A new World. Cumulus Publishing, 2011, ISBN 978-0-473-19938-8.
- Harry Duffin: Birth of the Mall Rats. Cumulus Publishing, 2012, ISBN 978-0-473-23149-1.
- A. J. Penn: A new Dawn. Cumulus Publishing, 2014, ISBN 978-0-473-30794-3.

Fanbücher
- Mary Bennett: The Big Picture – Making a TV Drama Series. Collins Educational, 2003, ISBN 0-00-716802-0.
- Thomas Höhl: The Tribe – Das offizielle Fanbuch: Alle Stars & Highlights. Heel Verlag, Königswinter 2005, ISBN 3-89880-406-2.
- Raymond Thompson: Keeping the Dream Alive. Cumulus Publishing, 2011, ISBN 978-0-473-19342-3.

#### Diskografie
- 2001: You belong to me (Single)
- 2001: Abe Messiah (Album, Neuauflage 2006)
- 2003: Abe Messiah (New Edition) (Album)
- 2003: The Spirit Symphony (Soundtrack Staffel 4/5)
- 2011: The Tribe – Soundtrack from the TV Series, Vol. 1 (Download-Album)
- 2011: The Tribe – Soundtrack from the TV Series, Vol. 2 (Download-Album)

## Trivia
- Der Film Children of Men beschreibt im Gegenteil eine Welt ohne Kinder.
- Die Idee der Serie wurde bereits in der Folge Miri, ein Kleinling der Serie Raumschiff Enterprise thematisiert.